# پل بابیلیون
پل بابیلیون (انگلیسی: Paul Babiloni؛ زادهٔ ۱۶ ژانویهٔ ۱۹۹۰) بازیکن فوتبال اهل فرانسه است.
از باشگاه‌هایی که در آن بازی کرده‌است می‌توان به باشگاه فوتبال آژاکسیو و باشگاه فوتبال گنگام اشاره کرد.